# Louňovice pod Blaníkem
Louňovice pod Blaníkem è un comune mercato della Repubblica Ceca facente parte del distretto di Benešov, in Boemia Centrale.